# HR 753
Désignations
HR 753 (ou Gliese 105) est un système stellaire triple situé à environ 24 années-lumière de la Terre dans la constellation de la Baleine. Ce système est un voisin du système solaire mais est tout juste visible depuis la Terre à l'œil nu.

## Composition du système triple
L'étoile principale HR 753 A est une naine orange de type spectral K3 V, d'une masse de 80 % et d'une luminosité de 21 % celle du Soleil.
HR 753 B est une naine rouge de type spectral M3,5 Vn d'une masse de 21 % et d'une luminosité de 0,01 % celle du Soleil, c'est une variable de type BY Draconis. Elle orbite autour de HR 753 A à une distance d'environ 1 200 ua, soit environ 180 milliards de km (en gros une semaine-lumière) ; à une telle distance, sa révolution se ferait en plus de 20 000 ans ans.
HR 753 C est une naine rouge de type spectral M7 V d'une masse de 8 % et d'une luminosité inférieure à 0,001 % celle du Soleil. Elle est à la limite de masse permettant l'ignition de la fusion thermonucléaire (directe) de l'hydrogène, celle entre les naines rouges (étoiles) et les naines brunes (objets substellaires). Orbitant autour de HR 753 A à une distance d'environ 24 ua, soit environ 3,6 milliards de km (un peu plus que la distance Soleil-Uranus) ; elle fait sa révolution en 61 ans (à comparer aux 84 ans que prend Uranus pour la sienne).

## Potentiel de vie
La vie dans ce système est théoriquement possible. Si une planète (tellurique) orbitait dans la zone habitable de HR 753 A, soit à environ 0,45 ua (~65 à 70 millions de km), une biosphère (potentielle) ne serait pas « dérangée » par les deux autres étoiles, qui seraient trop éloignées et trop peu lumineuses. Une telle planète orbiterait en approximativement quatre mois (terrestres).
Aucune exoplanète n'a (encore) été découverte dans ce système.